# Монтгомери Вилиџ (Мериленд)
Монтгомери Вилиџ (енгл. Montgomery Village) насељено је место без административног статуса у америчкој савезној држави Мериленд.

## Демографија
По попису из 2010. године број становника је 32.032, што је 6.019 (-15,8%) становника мање него 2000. године.
| Група             | 2000.          | 2010.          |
| Белци             | 21.433 (56,3%) | 12.200 (38,1%) |
| Афроамериканци    | 6.432 (16,9%)  | 7.630 (23,8%)  |
| Азијати           | 4.516 (11,9%)  | 3.462 (10,8%)  |
| Хиспаноамериканци | 4.458 (11,7%)  | 7.812 (24,4%)  |
| Укупно            | 38.051         | 32.032         |